# De arm van Jezus
De arm van Jezus is een Nederlandse dramafilm uit 2003. Het was de eerste langspeelfilm van André van der Hout, die twee jaar later de film Het Zwijgen zou maken. Van der Hout haalde zijn inspiratie in Rotterdam, waar hij aan de hand van filmmateriaal van vroeger een verhaal maakte over een verloren gewaande man, die gezocht wordt door zijn zoon.
De rollen in de film worden nagenoeg allemaal vertolkt door leden van de Zaanse band De Kift.
Een derde van de film bestaat uit archiefmateriaal, waardoor de film een lowbudgetuitstraling kreeg.

## Plot
Jacob is een gelukkige dertiger met een leuke baan als handelaar en speelt in de band De Kift. Toch is Jacob op zoek naar zijn vader die jaren geleden vertrokken is, deze had een baan in de Limburgse mijnen en vertrok op de een op andere dag naar Rotterdam met gestolen loongeld. Daarvandaan zou hij naar Amerika getrokken zijn. Jacob krijgt dan signalen dat zijn vader al die jaren in Rotterdam is blijven hangen. Vervolgens trekt hij er ook naartoe op zoek naar zijn vader Hendrik. Vervolgens toont de film beelden van het oude Rotterdam, waarin het verhaal van de vertrokken vader is in verwerkt.

## Cast
- Ferry Heijne - Jacob IJzermans
- Huug van Tienhoven - Hendrik IJzermans
- Frank van den Bos - Taxichauffeur

## Prijzen
- Prijs van de Nederlandse filmkritiek op het Nederlands Film Festival van 2003.
- Internationaal filmcritici-award van Mannheim - Heidelberg